# Теорема Хеллингера — Тёплица
Теорема Хеллингера — Тёплица — результат функционального анализа, устанавливающий ограниченность симметрического оператора в гильбертовом пространстве.

## Формулировка
Пусть {\displaystyle H} — гильбертово пространство.
Если для линейного оператора {\displaystyle A:\,H\to H} существует линейный оператор
{\displaystyle B:\,H\to H}, удовлетворяющий условию {\displaystyle (Ax,y)=(x,By)\;\forall x,y\in H}, то оператор {\displaystyle A} является ограниченным.
В частности, ограниченным является любой симметрический (то есть самосопряжённый) оператор, заданный на всем пространстве, то есть линейный оператор, удовлетворяющий условию {\displaystyle (Ax,y)=(x,Ay)\;\forall x,y\in H}.

### Замечания
Существенным условием теоремы является условие определённости оператора на всём гильбертовом пространстве.

## Следствия
- Всякий симметрический оператор, определённый на всём гильбертовом пространстве, является самосопряжённым.
- Самосопряжённый неограниченный оператор не может быть определён на всём гильбертовом пространстве.